# Церква Покрови Пресвятої Богородиці (Свитазів)
Церква Покрови Пресвятої Богородиці у с. Свитазів — церква у селі Свитазів Сокальського району Львівської області України. Зведена наприкінці XIX століття, мала статус пам'ятки архітектури місцевого значення (охоронний № 1977-м), згоріла у 1995 році.

## Історія
Церква у селі Свитазів в історичних документах вперше згадується 1578 року. Ймовірно, у 1740-х роках в селі звели дерев'яну тризрубну одноверху церкву. 1884 року (в деяких джерелах помилково — 1864) на її місці звели новий храм, також дерев'яний і тризрубного типу, але цього разу триверхий. Була дочірньою церквою храму Воздвиження Чесного Хреста в с. Стенятин, підпорядкованого Сокальському деканату Перемишльської єпархії УГКЦ. Станом на 1939 рік парафія церкви нараховувала 962 особи.
За радянської влади, з 1961 року по 1989 рік церква не діяла. У липні 1989 року богослужіння відновили. Тоді в селі утворилися дві парафії: греко-католицька і православна (УПЦ (МП)), які почергово відправляли служби в приміщенні церкви.
2 червня 1995 року, на свято Вознесіння, церква згоріла, пожежа знищила усе церковне майно. У 1998 році греко-католицька громада почала будівництво нової церкви.

## Опис
Дерев'яна церква у селі Свитазів була тризрубною, триверхою, належала до галицького типу церков. Центральна нава і бабинець у плані були прямокутними, вівтарна частина — гранчаста, із прямокутними у плані ризницями з обох боків. Завершувалася будівля трьома великими світловими восьмериками, увінчаними шоломовими банями зі сліпими ліхтарями та маківками. Будівлю церкви по периметру оточувало піддашшя на профільованих випустах вінців зрубів, яке переривалося стовповим ґанком на одному зі входів до бабинця.